# Valtournenche (gmina)
Valtournenche – miejscowość i gmina we Włoszech, w regionie Dolina Aosty, w dolinie Valtournenche w Alpach Pennińskich.
Według danych na styczeń 2009 gminę zamieszkiwało 2245 osób przy gęstości zaludnienia 19,4 os./km².

## Współpraca
Miejscowość partnerska:
- Hoeilaart, Belgia